# Barometru

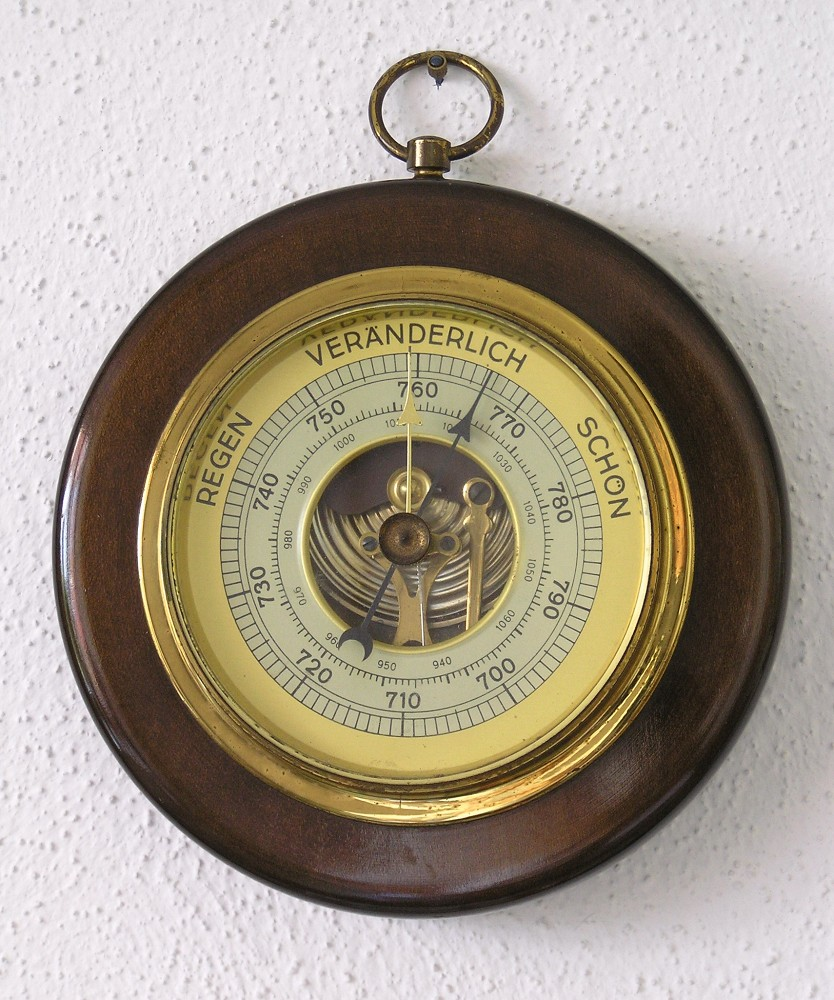
Barometru mecanic

Barometrul (din greacă βάρος=greutate; μετράω=a măsura) este un instrument de măsură a presiunii atmosferice. A fost inventat de fizicianul italian Evangelista Torricelli în anul 1643.

## Principiul măsurării presiunii atmosferice
Evangelista Torricelli (1608–1647) a propus o metodă de măsurare a presiunii atmosferice prin inventarea barometrului cu mercur în anul 1643. Barometrul cu mercur este un tub lung de sticlă care a fost umplut cu mercur și apoi răsturnat într-o cuvă cu mercur. S-a determinat astfel foarte ușor că presiunea atmosferică este {\displaystyle p\,=\,\rho gh}. Presiunea reală într-un punct într-un fluid se numește presiune absolută. Presiunea relativă (manometrică) se dă fie peste, fie sub presiunea atmosferică.
Un manometru care măsoară presiuni sub presiunea atmosferică se numește de obicei manometru de vid. Presiunea atmosferică într-un punct descrește cu altitudinea. Există variații ale presiunii atmosferice de la o zi la alta, deoarece atmosfera nu este statică. Coloana de mercur din barometru va avea o înălțime de aproximativ 76 cm de mercur la 0 grade Celsius, în câmp gravitațional normal (standard), g=9,80665 m/s², se numește „o atmosferă” (1 atm).
Semnificația principală a acestor experiențe din acel timp era concepția pe care o afirmau că poate fi creat un spațiu vid. Timp de două mii de ani, filozofii vorbeau de oroarea pe care natura o are pentru spațiul vid: horror vacui. Datorită acestei orori se spunea că natura previne formarea unui vid apucând orice substanță învecinată și umplând cu ea instantaneu orice spațiu vidat. Experiențele lui Torricelli și Pascal au arătat că există limitări în capacitatea naturii de a prevenii un vid.
Cu excepția telescopului, nici o altă descoperire științifică din secolul al XVII-lea nu a trezit curiozitatea și dorința de cunoaștere în așa măsură cum au făcut-o experiențele cu barometrul și cu pompa de aer.

### Experiența lui Torricelli
În anul 1641, fântânarii Marelui Duce din Florența căutau să construiască o pompă aspiratoare care să ridice apa la o înălțime mai mare de 32 de picioare. Pe atunci nu se știa care este forța ce urcă apa în corpul unei pompe și o menține acolo. Ei au construit pompa, dar apa nu s-a urcat mai sus, fapt ce i-a determinat să apeleze la renumitul savant Galileo Galilei, pentru a-l întreba unde rezidă greșeala. Faptul că nu urca mai sus de 32 de picioare era în contrazicere  cu  principiul admis pe atunci că „natura are oroare de vid”. Galileo demonstrase că aerul este greu, dar nu s-a gândit să folosească acest fapt ca să explice insuccesul grădinarilor. Se spune că, nedumerit, le-ar fi răspuns foarte vag că „natura nu are oroare de vid decât numai până la înălțimea de 32 de picioare”.
Preocupat de această problemă, Galileo a încredințat-o lui Torricelli (1608-1647), un renumit fizician italian. Acesta a găsit răspunsul abia în 1643, la un an după moartea lui Galileo, bazându-se tocmai pe descoperirea acestuia din urmă, și anume că nivelul atins de apă în  pompa aspiratoare este echilibrat de către greutatea masei de aer care apasă pe suprafața exterioară. Discutând problema aceasta cu Viviani (1622-1702, matematician și om de știință italian), s-au hotărât amândoi să repete experiența, cu condiția ca să folosească mercur în loc de apă. Aceasta deoarece mercurul, fiind de 14 ori mai greu ca apa se va ridica la o înălțime de 14 ori mai mică.
Viviani a construit un tub lung de trei picioare, închis la un capăt, și a procurat mercurul. Când totul a fost gata, ei au umplut tubul cu mercur și apoi, ținându-l bine astupat cu degetul, l-au cufundat într-o cuvă cu mercur. Și, într-adevăr, mercurul din tub a coborât până la distanța prevăzută de ei. Tot Viviani a purtat apoi tubul cu mercur la diferite înălțimi și astfel au stabilit un mijloc de măsurare a presiunii atmosferice; cu alte cuvinte, se născuse barometrul.

## Tipuri de barometre
În funcție de principiul fizic al funcționării și soluția constructivă, barometrele uzuale în practica meteorologică se clasifică după cum urmează:

### Barometru cu mercur
Barometrele bazate pe lichid indică presiunea atmosferică măsurată după înălțimea coloanei de lichid (de obicei mercur), lipită la vârf și cu capătul de jos conectat la un mic recipient cu lichid (valoarea presiunii atmosferică este proporțională cu cea a masei coloanei de lichid). Barometrele cu mercur sunt cele mai exacte, ele fiind utilizate la stațiile meteorologice.

### Barometru cu apă
- Barometru Goethe

- Barometrul FitzRoy

### Barometru mecanic (aneroid)
În practică, cel mai des sunt folosite barometrele mecanice (aneroide). Acestea nu conțin lichid (din greacă: aneroid=fără apă). Ele indică presiunea atmosferică ce acționează asupra unei cutiuțe metalice elastice cu pereți subțiri, cu o gaură mică.La micșorarea presiunii atmosferice cutiuța se lărgește, iar la mărirea ei — se contractă, acționând asupra unui arc. Deseori, în barometrele mecanice se găsesc până la zece cutiuțe metalice, legate una cu alta, care, la schimbarea valorii presiunii atmosferice, mișcă un indicator pe circumferința gradată după modelul barometrului cu mercur.

### Barograf
Este un barometru care înregistrează în mod automat curba înălțimilor atinse de un avion.